# Hylurgops rugipennis
Hylurgops rugipennis is een keversoort uit de familie snuitkevers (Curculionidae). De wetenschappelijke naam van de soort werd in 1843 gepubliceerd door Mannerheim.